# Врождённая нечувствительность к боли
Врождённая нечувствительность к боли (ВНБ), также известная как врождённая анальгезия, — одно или несколько чрезвычайно редких состояний, при которых человек не может чувствовать и никогда не чувствовал физическую боль. Поскольку чувство физической боли жизненно важно для выживания, ВНБ является чрезвычайно опасным состоянием. Люди с ВНБ часто умирают в детстве из-за незамеченных травм или болезней. Ожоги относятся к числу наиболее распространённых травм у людей с таким состоянием.

## Признаки и симптомы
У людей с врождённой нечувствительностью к боли когнитивные способности и ощущения в остальном не изменены; например, пациенты все ещё могут различать прикосновения (хотя и не всегда температуру), и, как правило, никаких заметных физических отклонений нет.
Поскольку люди с ВНБ не могут чувствовать боль, они могут не реагировать на возможные опасности, тем самым подвергаясь более высокому риску возникновения серьёзных заболеваний. У детей с врождённой анальгезией часто возникают повреждения полости рта как внутри, так и вокруг неё (например, они откусывают кончик языка) или переломы костей. Также наблюдаются незамеченные инфекции и повреждения роговицы из-за попадания посторонних предметов в глаз.
Обычно наблюдается два типа отсутствия реакции:
- Нечувствительность к боли означает, что болевой раздражитель даже не воспринимается: пациент не может описать интенсивность или тип боли.

- Безразличие к боли означает, что пациент может воспринимать раздражитель, но не реагировать соответственно: не вздрагивать и не отстраняться от источника боли.

## Причины
ВНБ может быть связана с зависимым от напряжения натриевым каналом SCN9A (Nav1.7). Пациенты с такими мутациями от природы нечувствительны к боли и не страдают другими невропатиями. В SCN9A есть три мутации: W897X, расположенная в P-петле домена 2; I767X, расположенная в сегменте S2 домена 2; и S459X, расположенная в линкере между доменами 1 и 2. Это приводит к образованию укороченного нефункционального белка. Каналы Nav1.7 экспрессируются на высоком уровне в ноцицептивных нейронах спинальных ганглиев. Поскольку эти каналы, вероятно, участвуют в формировании и распространении потенциалов действия в таких нейронах, ожидается, что мутация с потерей функции в SCN9A приводит к прекращению распространения ноцицептивной боли.
Ген PRDM12 обычно включается в процессе развития чувствительных к боли нервных клеток. У людей с гомозиготными мутациями гена PRDM12 наблюдается врождённая нечувствительность к боли.
Гетерозиготная микроделеция в псевдогене FAAH-OUT хромосомной области амидгидролазы жирных кислот, экспрессирующейся в головном мозге и спиннальных ганглиях, вместе с общим гипоморфным однонуклеотидным полиморфизмом в гене FAAH, была идентифицирована как предполагаемая причина врождённой анальгезии у женщины по имени Джо Кэмерон. Она всю жизнь была нечувствительна к боли и не обращала внимания на порезы и ожоги, не испытывала боли во время родов и от дегенерации тазобедренного сустава, которая потребовала операции по замене тазобедренного сустава, и не нуждалась в анальгетиках для снятия послеоперационной боли. Кроме того, у неё ускорилось заживление ран и уменьшились рубцы, она не ощущала жара от перца чили, не испытывала депрессии, страха и тревожности. Однако у Кемерон были небольшие нарушения памяти (была склонна терять нить мыслей во время разговора) и не могла испытывать острых ощущений.
Другим геном, ответственным за нечувствительность человека к боли, является ZFHX2, который кодирует гомеобокс 2 цинкового пальца. В исследовании, проведённом в 2018 году, обследовали шесть членов семьи с наследственной нечувствительностью к боли и выявили «новую точечную мутацию в ZFHX2, кодирующем предполагаемый фактор транскрипции, экспрессируемый в сенсорных нейронах малого диаметра», в качестве причины. В исследовании также обсуждается, как «вариант ZFHX2 и нижестоящие регулируемые гены, связанные с нечувствительным к боли фенотипом человека, могут быть использованы в терапевтических целях… потенциальные новые цели для разработки новых анальгетических препаратов».
Нарушения развития могут включать в себя различные степени нечувствительности к боли как признак, например, аутизма. Однако поскольку такие заболевания характеризуются дисфункцией сенсорной системы в целом, аутизм сам по себе не является показателем врождённой нечувствительности к боли.

## Лечение
Антагонист опиоидов налоксон позволил женщине с врождённой нечувствительностью к боли впервые испытать её на себе. Аналогичный эффект наблюдался у нулевых мышей Nav1.7, получавших налоксон. Таким образом, антагонисты опиоидов, такие как налоксон и налтрексон, могут быть эффективны при лечении ВНБ.

## Эпидемиология
Врождённая нечувствительность к боли встречается с аномально высокой частотой в Виттанги, деревне в муниципалитете Кируна на севере Швеции, где зарегистрировано около 40 случаев.